# Regiunea Buhara
Buhara este o regiune  în  statul Uzbekistan. Reședința sa este orașul Buhara.